# Un posto tranquillo (film 1971)
Un posto tranquillo (A Safe Place) è un film del 1971 diretto da Henry Jaglom.